# Langenhorn Markt
Langenhorn Markt – stacja metra hamburskiego na linii U1. Stacja została otwarta 1 lipca 1921. 

## Położenie
Stacja posiada jeden peron wyspowy o długości 120 m. Znajduje się w dzielnicy Langenhorn.